# Gaius (geslacht)
Gaius is een spinnengeslacht uit de familie van de valdeurspinnen (Idiopidae).

## Soorten
- Gaius aurora Rix, Raven & Harvey, 2018
- Gaius austini Rix, Raven & Harvey, 2018
- Gaius cooperi Rix, Raven & Harvey, 2018
- Gaius hueyi Rix, Raven & Harvey, 2018
- Gaius humphreysi Rix, Raven & Harvey, 2018
- Gaius mainae Rix, Raven & Harvey, 2018
- Gaius tealei Rix, Raven & Harvey, 2018
- Gaius villosus Rainbow, 1914